# Samawa FC
El Samawa FC (en árabe: نادي السماوة‎) es un equipo de fútbol de Irak que juega en la Primera División de Irak, la segunda categoría de fútbol en el país.

## Historia
Fue fundado en el año 1963 en la ciudad de As-Samawa en la gobernación de Mutana y su principal logro ha sido ganar el título de la Primera División de Irak en la temporada 2014/15 para lograr ascender por primera vez a la Liga Premier de Irak.

## Palmarés
- Primera División de Irak: 1

2014/15